# 平成27年台風第10号
平成27年台風第10号（へいせい27ねんたいふうだい10ごう、アジア名：Linfa、命名：マカオ、意味：蓮、フィリピン名：Egay）は2015年（平成27年）7月2日に発生した台風。

## 概要

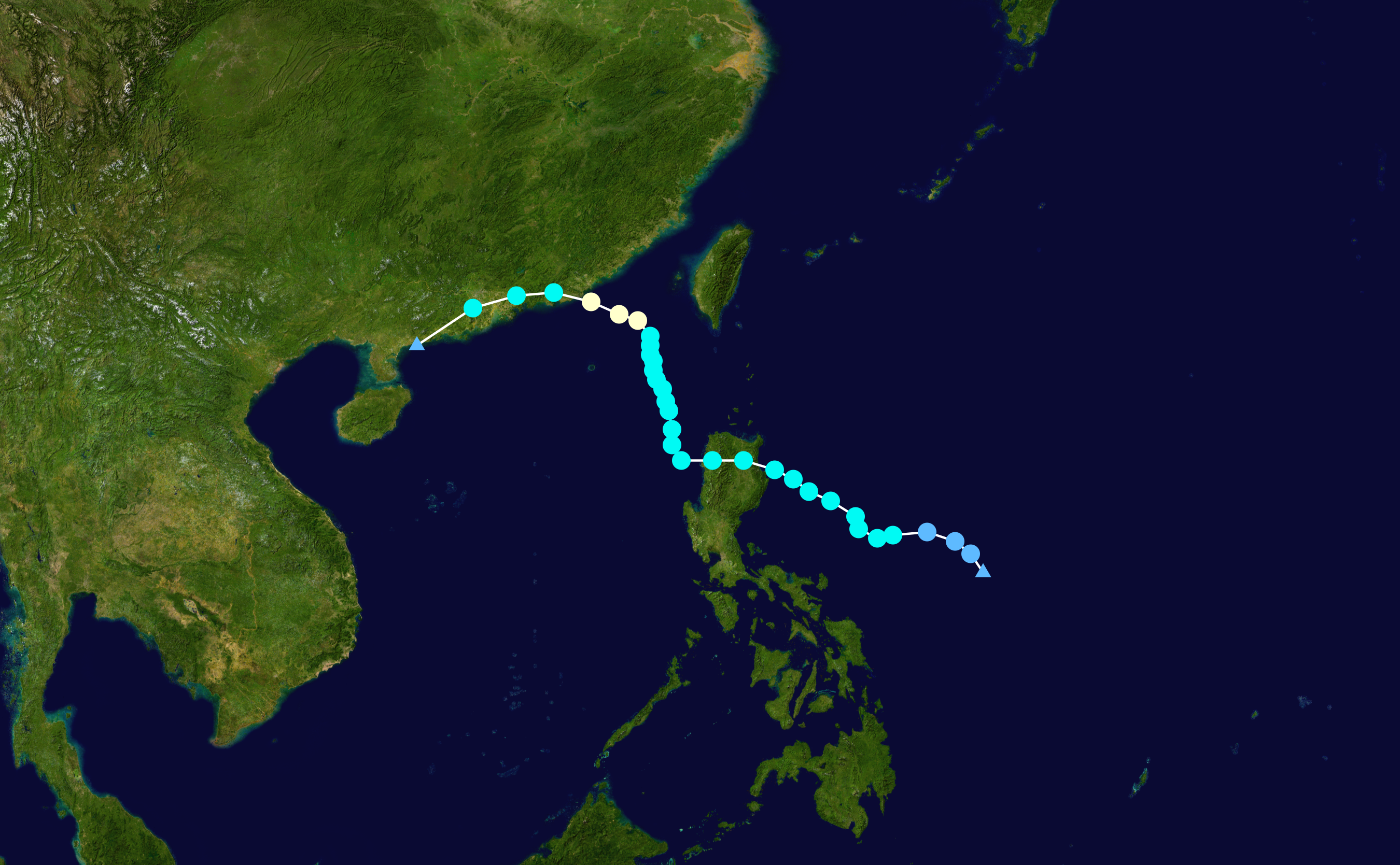
進路図

7月1日にフィリピンの東のフィリピン海で発生した低圧部は急速に発達して熱帯低気圧となり、2日に合同台風警報センター（JTWC）は熱帯低気圧番号10Wを割り当てた。フィリピン大気地球物理天文局（PAGASA）は、現地時間2日11時にフィリピン名エガイ(Egay)と命名。10Wは同日21時（協定世界時2日12時）に北緯15度40分、東経128度80分で台風となり、アジア名リンファ(Linfa)と命名された。
台風は当初、フィリピン海を西に動いていたが、4日には進路を北西に変えながらルソン島に接近。現地時間5日8時（協定世界時5日0時）頃にルソン島北部東岸に上陸したのち南シナ海へ抜け、再度勢力を増しながらゆっくりと北進。9日夜に広東省に上陸して、10日にかけて香港へと進んだが、同日9時（協定世界時10日0時）に北緯22度0分、東経113度0分で熱帯低気圧になった。

## 影響

### フィリピン
3日早朝、PAGASAはルソン島のイサベラ州・カガヤン州などに対してシグナル1の暴風雨警報 (PSWS)を発令。その後、3日夜から4日夜にかけて範囲を拡大するとともにアウロラ州北部・キリノ州やバブヤン諸島などにシグナル2を発令している。これに伴い、保険省や農務省、赤十字などの各政府機関・関係機関は災害対応の準備を行なった。
セブやタグビラランなどで出港が見合わされたことで4日までに乗客1,000人余が足止めされたほか、複数の航空便が運休した。4日から5日にかけてフィリピン西部のパラワン州など4ヶ所で土砂崩れ、16ヶ所で洪水や鉄砲水が発生。約55,000人が台風の影響を受け、家屋の全半壊205棟、確認された損害額は、インフラ、漁業・農業について約2億1465万ペソ（約5億8520万円）となっている。
なお、台風の接近に伴う波浪は7月2日に発生したフェリー沈没事故の捜索活動を阻害することにもなった。

### 台湾
中央気象局は台湾南東部で大雨や土砂災害の可能性があるとして警戒を呼びかけた。台東-緑島、台東-蘭嶼、東港（屏東県）−小琉球を結ぶフェリーが欠航になり、台東県鹿野高台で6月27日から8月9日までの期間で開催されている『2015台湾国際熱気球フェスティバル』が一時中止されたほか、屏東県内の公園などが閉園・封鎖された。屏東県の大漢山観測所では、7日午前0時から8日午後5時30分までに391.5ミリの降水量を観測した。

### 中国
風速20～40メートル（60〜120km/h）程度の強風の可能性があるとして、香港天文台はシグナル8を発した。これは10段階ある熱帯低気圧警戒シグナル（Tropical Cyclone Warning Signal）の8段階に当たる。また、台風接近に伴い、現地時間9日19時から10日7時までに香港国際空港を離着陸する520便が予定の変更を余儀なくされた。
広東省では8日17時からの24時間で、省内の気象観測所のうち75ヶ所で100～250ミリ、120ヶ所で50～100ミリの豪雨となり、また掲陽市では9日に風速47.5メートルを観測している。掲陽潮汕空港では57便がキャンセルされ、深圳市の汕頭高速道路は封鎖された。陸豊市で確認されている被害額は2億4,800万元（約48億2,680万円）。